# Skamander (rzeka)
Skamander (gr. Σκάμανδρος Skámandros, ob. tur. Küçük Menderes) – główna rzeka Troady, wypływająca z góry Idy. Nosiła także nazwę Ksanthos (gr. Xanthos). W mitologii greckiej rzeka opływająca Troję.